# Eualus lineatus
Eualus lineatus is een garnalensoort uit de familie van de Hippolytidae. De wetenschappelijke naam van de soort is voor het eerst geldig gepubliceerd in 1983 door Wicksten & Butler.